# Modulor

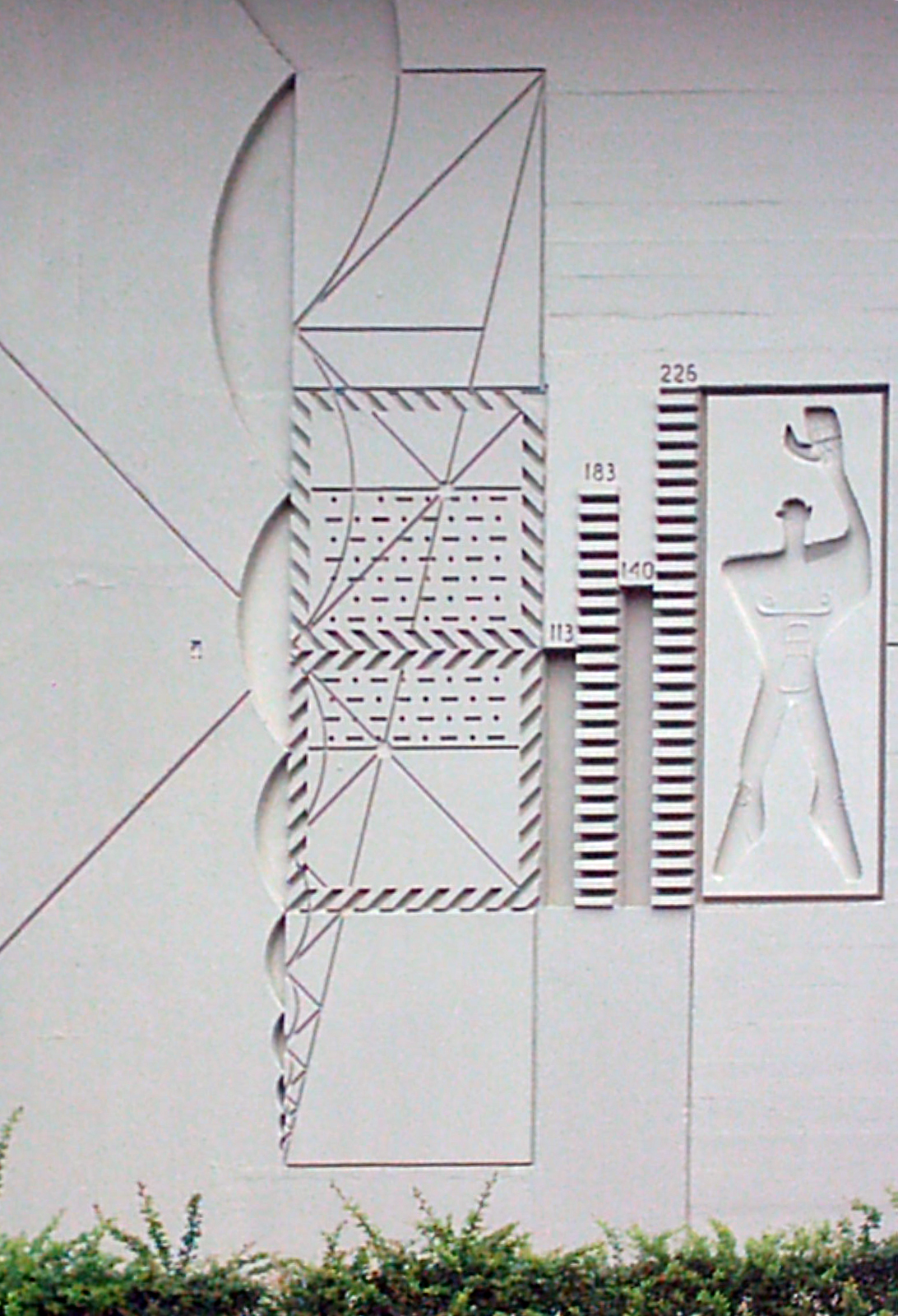
Modulor de Le Corbusier en la Corbusierhaus, Berlín.

El modulor es un sistema de medidas detallado por el arquitecto suizo Le Corbusier (en colaboración con André Wogenscky) en 1948 y publicado en el libro Le Modulor seguido por Le Modulor 2.
Este sistema busca establecer una escala armónica para el diseño arquitectónico y urbano, utilizando las proporciones del cuerpo humano como base. Inspirado en el Hombre de Vitruvio de Leonardo da Vinci y en la sección áurea, el Modulor combina la matemática y la biología para proponer una guía de medidas que resulten cómodas, funcionales y estéticamente agradables para los seres humanos.

## Estructura

Modulor como referencia para otras medidas.

Le Corbusier partió de una altura estándar de 1.83 metros (6 pies) y dividió el cuerpo en segmentos, considerando las posturas y movimientos cotidianos. De este modo, las dimensiones del Modulor van desde los 1.13 metros (que corresponde a la altura del ombligo de una persona de 1.83 metros) hasta otras medidas que se multiplican y dividen siguiendo la proporción áurea (1.618), generando una serie de números que, según Le Corbusier, ayudan a diseñar espacios y objetos a escala humana.
Las medidas parten desde la medida del hombre con la mano levantada (226 cm) y de su mitad, la altura del ombligo (113 cm). Desde la primera medida multiplicando sucesivamente y dividiendo de igual manera por el número de oro se obtiene la llamada serie azul, y de la segunda del mismo modo la roja. Siendo cada una sucesión de Fibonacci y permitiendo miles de combinaciones armónicas.
- Serie azul, en metros, sería: ..., 9,57; 5,92; 3,66; 2,26; 1,40; 0,86; 0,53; 0,33; 0,20; ...

- Serie roja, en metros, sería: ..., 4,79; 2,96; 1,83; 1,13; 0,70; 0,43; 0,26; 0,16; 0,10; ...

## Legado

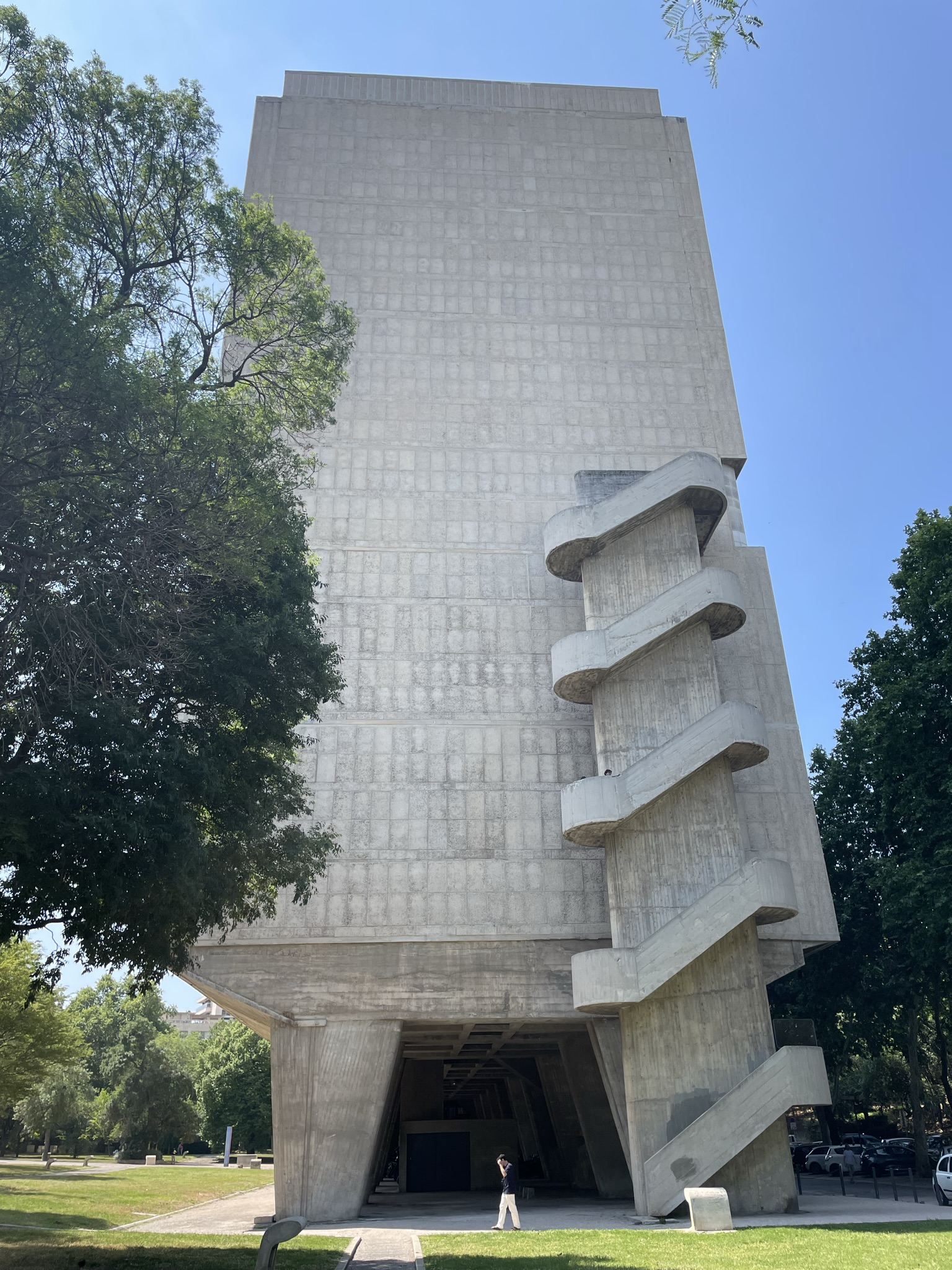
Vista lateral de la Unidad de Habitación (Cité Radieuse) de Marsella

El Modulor fue utilizado en muchos de los proyectos de Le Corbusier, como en la Unité d'Habitation de Marsella, donde se aplicaron estas proporciones en los apartamentos y en los espacios comunes, con el objetivo de optimizar la comodidad y armonía del espacio. 

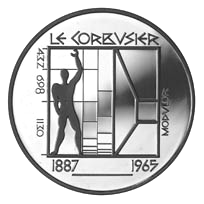
Moneda conmemorativa de 5 francos suizos de 1987 con una representación del Modulor de Le Corbusier.

En el  billete suizo de 10 CHF aparece una imagen del Modulor.